# 앵거스 샘슨

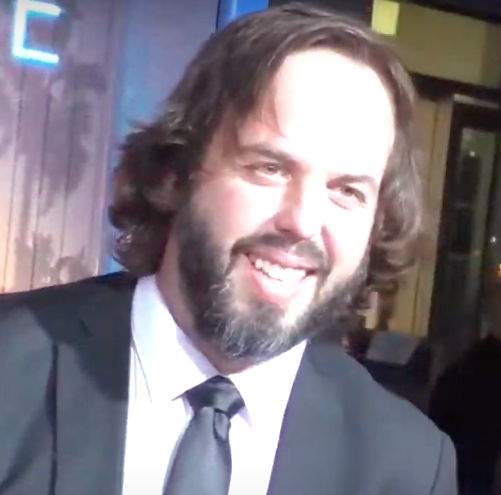

앵거스 샘프슨(Angus Sampson, 1979년 2월 12일 ~ )은 오스트레일리아의 배우, 영화 감독, 각본가, 영화 제작자이다.
시드니에서 태어났다.

## 출연 작품

### 텔레비전
- 마피아 10년 전쟁 (2008, Underbelly)
- 파고 (2015)
- 셧 아이 (2016-17, Shut Eye)
- 나이트플라이어 (2018)

### 영화
- 퓨리오사: 매드맥스 사가 (2024, Furiosa: A Mad Max Saga) - 생체기술자 역